# Feliksówka (powiat jędrzejowski)
Feliksówka – wieś w Polsce położona w województwie świętokrzyskim, w powiecie jędrzejowskim, w gminie Sobków.